# Anthrax perimele
Anthrax perimele är en tvåvingeart som först beskrevs av Christian Rudolph Wilhelm Wiedemann 1828.  Anthrax perimele ingår i släktet Anthrax och familjen svävflugor. Inga underarter finns listade i Catalogue of Life.